# Polocki Szimeon
Polocki Szimeon, másképpen Szimeon Polockij (lengyelül: Samuel Piotrowski-Sitnianowicz, oroszul: Симео́н По́лоцкий; Самуи́л Петро́вский-Ситнянович [Szimeon Polockij; Szamuil Petrovszkij-Szitnyanovics]; Polock, 1629. december 12. – Moszkva, 1680. augusztus 25.) tudományosan képzett belorusz születésű orosz barokk költő, drámaíró, pap, a modern orosz irodalom alapjainak lefektetője.

## Élete
A polocki születésű Szimeon a kijevi Egyházi Akadémián tanult, majd valószínűleg a vilniusi jezsuitáknál tanult tovább. A jezsuita teológia és iskoladrámák jelentős hatással voltak későbbi munkásságára. 1656-ban lett a Nagy Szent Vazul-rend tagja, innentől a Simeonis Piotrowskj Sitnianowicz hieromonachi Polocens.[is] Ord.[inis] S.[ancti] Bas.[ilii] M.[agni] )elnevezést használta.
Neve még ebben az évben ismertté vált, amikor is bemutatták Alekszej orosz cárnak, hazalátogatott Polockba a háború során, számos panegyricust írt. Az uralkodó örömmel fedezte fel, hogy a költő egyszerre lehet képes a „Moszkva a harmadik Róma” elméletet propagálni, illetve a ruszin és lengyel értelmiségieket közelíteni az uralkodóhoz. Szimeon munkája felbecsülhetetlen volt az ortodox kereszténység régióban való elterjesztésében.
A cár Moszkvába hívta, ahol 1664-ben megalapította az első iskolát, melynek célja az orosz egyházi személyek a diplomácia nyelvére, latinra oktatása volt. Az iskola 1668-ra már nem működött. A latinon kívül nyelvtant, poétikát és retorikát is oktatott. Felélesztette az igehirdetés rég elfeledett hagyományát, prédikációi igen népszerűnek bizonyultak a moszkovita udvaroncok, például Fjodor Mihajlovics Rtyiscsev vagy Bogdan Matvejevics Hitrovo körében. Műveltsége a többi ortodox országban is ismertté tette, sürgette a görög nyelv tanításának felfuttatását a cárságban.

## Szerepe az 1666-os szinóduson
Nem lehetett meglepő, hogy Szimeon szembehelyezkedett az irodalmi és egyházi konzervatívokkal, vagy az óhitűekkel. Miután a raszkol után kialakult az orosz ortodox egyház, felkérték, hogy dolgozza ki tanait. A nagy orosz szinódus néven ismert eseményen leváltották Nyikon moszkvai pátriárkát és kiátkozták ellenfeleit.
Bölcsességét és műveltségét elismerve megbízták a cári gyermekek oktatásával: Alekszej Alekszejevicset haláláig tanította, de a későbbi III. Fjordor, Szofija régensnő és I. Péter is tanítványa volt. 1679-ben tervezetet készített a Szláv Görög Latin Akadémia létrehozására, de még a megnyitása előtt elhunyt, 50 évesen. A Zaikonoszpasszkij kolostorban temették el, két év múlva itt kezdte meg működését az Akadémia.

## Munkássága
Polocki Szimeon vízválasztó az orosz irodalomban. Gyakran az első orosz nyelvű költőnek tartják, Habár művei nagy részét lengyelül vagy egyházi szláv nyelven írta. Költőként a szótagos lengyel verselést használta előszeretettel, amit még fiatalon tanult. A szótagversek felvételével legalább egy évszázadra meghatározta az orosz irodalmat. Serge A. Zenkovsky irodalomtudós így ír erről:

„Költészete elsősorban dicshimnusz és didaktikus, és vagy néhány fontos bírósági és politikai eseményt ünnepel, vagy a mai élethiányosságait elemzi. Polocki megpróbálta a nyugati, pontosabban a lengyel mintát meghonosítani az orosz irodalomban. Ő is nehezen és ormótlanul fogalmazott, de a témaválasztása és ügyes szótagversei elnyerték a cár és az udvar tetszését...”

Moszkvai évei során továbbfejlesztette dicsőítőverseit, bővelkedik tirádákban, de a klasszikus mitológiára is sok utalás van. „Szimeonnal az antik istenek, múzsák, hősök, szerzők és filozófusok egész múzeuma került az orosz irodalomba.” Átfogó költészeti gyűjteménye, a Kert sok virággal, életében nem jelent meg nyomtatásban, de Zsoltároskönyv-fordítását halála után pár évvel megzenésíttték.
Teológusként gyakran idézte a Vulgatát, Szent Jeromost, Szent Ágostont és más latin tekintélyeket, amit becsmérlői az ortodox hit elnyugatosítási kísérleteként értékeltek. Tény, hogy hű tanítványa, Szilvesztyer Medvegyev később elítélte, amiért engedett a katolicizmusnak. Szimeon drámákat is írt: A tékozló fiú tette komédiája és Nabukodonozor királyról című tragédiája az első orosz nyelvű drámák voltak.

## Fordítás
- Ez a szócikk részben vagy egészben  a   Simeon Polocki című angol Wikipédia-szócikk ezen változatának fordításán alapul.  Az eredeti cikk szerkesztőit annak laptörténete sorolja fel. Ez a jelzés csupán a megfogalmazás eredetét és a szerzői jogokat jelzi, nem szolgál a cikkben szereplő információk forrásmegjelöléseként.